# Associação de Futebol do Japão
A Associação de Futebol do Japão (em japonês: 日本サッカー協会) é a entidade máxima do futebol no Japão. Fundada em 1921, é filiada a Federação Internacional de Futebol (FIFA) desde 1929 e a Confederação Asiática de Futebol (AFC) desde 1954. É responsável pela organização de campeonatos de alcance nacional, como o Campeonato Japonês de futebol (J. League). Também administra a Seleção Japonesa de Futebol e a Seleção Japonesa de Futebol Feminino.

## História
A organização foi fundada em 10 de setembro de 1921 com o nome de Associação de Futebol do Grande Japão (大日本蹴球協会, Dai-Nippon Shūkyū Kyōkai). Em 1945, mudou o nome para Associação de Futebol do Japão (日本蹴球協会, Nihon Shūkyū Kyōkai).

## Competições organizadas

### Futebol masculino
- J-League
- Copa do Imperador
- Copa da Liga Japonesa
- Supercopa Japonesa
- Copa Suruga Bank (junto com a CONMEBOL) - (2008-2019)

- Copa Intercontinental- Copa Toyota (com supervisão da CONMEBOL e UEFA) - (1980-2004)
- Sanwa Bank Cup -(1994-1997)

### Futebol feminino
- Campeonato Japonês de Futebol Feminino